# 第9號交響曲 (貝多芬)
D小調第9號交響曲，作品125，是貝多芬於1818至1824年間創作的四樂章交響曲，也是他完成的最後一部交響曲。該作品是古典音樂中最為人所熟知的作品之一。
該作品篇幅宏大，演奏全曲需約一小時。貝多芬也是首個在交響曲中使用人聲的主流作曲家。末樂章的歌詞由德国诗人弗里德里希·席勒的《欢乐颂》（An die Freude）中部分詩句改編而成。該作品的別稱“合唱”由此而來。
時至今日，第9號交響曲仍在世界文化界有相當重要的地位，尤其該曲第4樂章部分樂段經指揮家赫伯特·冯·卡拉扬整理後，以《歡樂頌》（Ode to Joy）之名成為歐洲聯盟和欧洲委员会的会歌。於2003年，交響樂的手稿在倫敦的蘇富比拍賣行以330萬美元的天價售出，印證了其價值。正如蘇富比的手稿部負責人史提芬·路博士（Dr. Stephen Roe）指出：「這是人類的一大創舉，足以和莎士比亞的《哈姆萊特》與《李爾王》平起平坐」。另外，聯合國教科文組織亦於2001年9月4日將柏林國立圖書館收藏的第9號交響曲手稿列入「世界記憶名錄」當中。2016年，《BBC音樂雜誌》對151位指挥家做訪談統計，貝多芬第9號交響曲被評為“史上最伟大的交响曲”第二位。

## 歷史

### 創作歷程
此交響曲最初由倫敦愛樂協會（The Philharmonic Society of London，今皇家愛樂協會）於1817年委託貝多芬創作。貝多芬於1818年開始創作，1824年初完成全曲。此時其第8號交響曲已出版達十二年之久。早於1793年，貝多芬便試圖為席勒的《欢乐颂》譜曲，但草稿已經散佚。貝多芬之前的一些作品也為此作品奠下了基礎。1810年代初，貝多芬在草稿本中寫下了一些樂思。第二樂章諧謔曲的旋律可追溯到貝多芬作於1815年的一首賦格。
1808年創作的《合唱幻想曲》，形式上與鋼琴協奏曲相似，在最後也加入了合唱和獨唱；與該作品一樣，人聲的旋律先由器樂奏出，而該旋律與第9號交響曲亦有類似之處。往更早看，《合唱幻想曲》的主題亦在1795年左右的一首名為“回饋的愛”的歌曲中有所體現。
末樂章聲樂的導入部，對貝多芬而言是一大難題。貝多芬的朋友安東·辛德勒（Anton Schindler）後來回憶道：「當他開始創作第4樂章時，（他心裡）出現了前所未有的掙扎。他致力找出一個適當的方式，引出席勒的《欢乐颂》。一天，他走進一個房間，大聲叫道『我找到了，我剛剛找到了』。接著他給我看了草稿，上面寫著『讓我們為不朽的席勒唱出頌歌』。」然而這句話也沒有出現在最終版本上。貝多芬之後也不斷修改了這部分，最終才成為今日的引子。

### 首演
貝多芬原打算在柏林進行作品的首演，因爲他認爲維也納的音樂品味已被羅西尼等意大利作曲家獨佔。但他還是聽從了朋友的意見，將首演地點定為維也納。
第9號交響曲于1824年5月7日在維也納肯恩頓門大劇院首演，由維也納皇家宮廷歌劇院管弦樂團及合唱團演奏，邁克爾·烏姆勞夫（Michael Umlauf）指揮，貝多芬亦在臺上監督。然而烏姆勞夫親見貝多芬兩年前指揮《菲岱里奧》排練的窘況，故要求樂手無視貝多芬的指示；貝多芬僅在樂章開頭打拍子，給出速度，中間翻譜而已。女高音與女低音部分由兩位新秀韓妮耶特·松塔格（Henriette Sontag）和卡羅琳·昂葛爾（Caroline Unger）擔當。同時首演的還有貝多芬的《向大廈獻禮序曲》和《莊嚴彌撒》的前三部分。由於這是貝多芬十二年來首次向公眾亮相，所以音樂廳内熙熙攘攘。
關於第9號交響曲首演的花絮有很多。據當時的聽眾稱，樂隊並沒有完全準備充足；之前僅進行了兩次總排練。除此之外，首演大獲成功。貝多芬的動作十分富有激情，据小提琴樂手約瑟夫·伯姆（Josef Böhm）描述道：“他好像想演奏所有的樂器，為整個合唱團歌唱。”其力度指示倒受到了樂手的遵從。觀眾鼓掌時刻有不同説法，一是第2樂章諧謔曲之後，二是全曲結束時。但共同的一點是當時氣氛十分熱烈，掌聲雷動，歡呼經久不息；觀眾起立達五次之多，空中飛舞著手帕、帽子。據稱貝多芬的速度比樂隊要慢，所以最後是女低音將他扶轉過身來，纔看見了這一盛況。當時皇室最高成員也不過要三次站立致禮；站立五次被認爲是很不妥當的。甚至連警察都來維持秩序，企圖制止觀眾不斷地起立。貝多芬事後感動萬分。
然而5月23號的演出卻遠沒有那麼受歡迎。當時亦有對該作品的負面評價，批評其不協和之處。

## 分析

### 配器
| 木管樂器 - 短笛（第四樂章） - 2 長笛 - 2 雙簧管 - 2 單簧管（A調、B♭調、C調） - 2 低音管 - 低音巴松管（第四樂章） | 銅管樂器 - 4 法國號（D調、B♭調、E♭調） - 2 小號（D調、B♭調） - 3 長號（中音、次中音、低音，第二、第四樂章） 定音鼓 打擊樂器 - 大鼓（第四樂章） - 三角鐵（第四樂章） - 鈸（第四樂章） | 人聲（第四樂章） - 4 獨唱家 - 女高音 - 次女高音 - 男高音 - 低男中音 - 混聲合唱團 | 弦樂器 - 第一、第二小提琴 - 中提琴 - 大提琴 - 低音提琴 |

### 結構
該作品共四個樂章，完整的速度標記如下：
1. 不太快的快板，有些莊嚴地
2. 諧謔曲：很快的甚快版—急板
3. 很慢且如歌的慢板—中庸的行板—原始速度—中庸的行板—慢板—同樣的速度
4. 急板—不太快的快板—原始速度—甚快版—原始速度—如歌的慢板—原始速度—非常快的快板—急板—非常快的快板—進行曲般的—非常快且活潑的快板—莊嚴的行板—不太慢的慢板—有力的快板，一直重擊的—不太快的快板—最急板—莊嚴的—最急板

全曲長約65分鐘左右，為同期作品最長者。貝多芬將諧謔曲放在慢樂章之前，革新了傳統交響樂曲式，為一大創舉（儘管他在其它作品中也曾這樣處理）。

#### 第一樂章
首樂章為奏鳴曲式。
拍。不太快的快板。其開頭是16小節的引子，由弦樂震音和標註特弱的下降動機組成，似乎由樂隊調音聲音中找到靈感，並自然地轉到D小調主題上。次要主題調性為B♭大調。呈示部有两个小结束句。發展部对主题动机的变化持续而有逻辑，其中还有一段賦格，高潮重復了引子的動機，但變爲了特強。再现部几乎完全不变。尾聲很長，有一悲涼的半音下降，低音不变，重复七次，格外引人注目。该乐章被瓦格纳评为“恐怖的进行曲”。其情绪阴郁狂暴，气势排山倒海，高潮部分定音鼓的強奏、以及多次出现的悲剧性下降音型，都增强了其感染力。

#### 第二樂章
諧謔曲，
拍。很快的甚快版。貝多芬首次在交響曲中将諧謔曲放到第二樂章的位置。该樂章有非常著名的八度跳躍開頭，以及令人印象深刻的定音鼓的獨奏，貝多芬利用庫格曲式呈現完整主題，音樂的張力隨著聲部的增加而不斷提升。樂章中段（急板），則由樂團合奏、法國號及雙簧管的獨奏呈現旋律的美好。長號在此部分中第一次出現。之後再現前段落，然後再現中段，最後則以極為戲劇化的瞬間情緒變化做出結尾。真是一首好聽又美妙的歌曲。

#### 第三乐章
慢乐章，迴旋及變奏曲式。很慢且如歌的慢板。该乐章向来以平缓华贵、美丽动人著称。在前半部分，木管及弦樂的互動有如巴洛克時期的四部合唱，而後半部分也有大齊奏和强烈的銅管音效。

#### 第四乐章
末乐章，急板，变奏曲式。该乐章中加入人声，效果类似清唱劇，结构也可以明显地分成二個部塊：
序奏
首先由定音鼓和管樂奏出一个如暴風雨般急促的導奏作为开头，後由大提琴和低音提琴演奏出宣叙调旋律，然後又再出現暴風雨般的樂句，其後大提琴和低音提琴再度演奏出宣叙调旋律，最後由管樂接駁至第二部份。
接著則是之前三个乐章的主题依序重现（中間都有大提琴的旋律），但都被猛烈打斷，後來打斷和主題逐漸統合為一，最後由管樂奏出「歡樂頌」主題，但很快被打斷，然後進入第三部份。
第92小節起，由低音到高音的聲部詮釋「歡樂頌」主題。先是由大提琴和低音提琴悄悄奏出，然後接棒給中提琴和低音管，之後是第一和第二小提琴，最後則接給管樂營造此部分的最高潮，最後由長笛和雙簧管演奏出抒情的旋律，突然間被打斷然後進入第四部份。
主要部分
第208小節起，是整個樂章的核心部分。以下可以分為六段。
第一部分，由定音鼓引導樂團重現先前爆裂急促的導奏（這次加入了弦樂），然后由独唱低男中音唱出宣叙调旋律，以及「歡樂頌」主题。
第二部分中，主题被合唱、独唱、乐團装饰、变形，并在高亢的齐声歌唱中结束。
第三部分以军乐形式奏出，主题動機與先前相同，但节奏由
拍变成了
拍，調性也從D大調變成B♭大調，富於土耳其風格。首先由低音管和大鼓奏出固定的節奏，然後三角鐵、鈸和木管輕巧的加入，以及小提琴、小號在後點綴，更增添趣味性，之後則是獨唱男高音加入。整體富有節奏感。
第四部份标记为“庄严的行板”。首先先由低音長號、低音弦樂、男聲奏（唱）出莊嚴的旋律，後再由高音聲部和女聲昇華之。
第五部分是一個雙主題赋格，音樂得以昇華。經過了一大高潮，音樂再次平緩下來。樂團和合唱讓「欢乐颂」主題以卡農曲式現身，之後則是四位独唱家的慢板四重唱。
结尾是為宏大的尾声，以「擁抱吧，萬民」主題为中心，歷經最急版、莊嚴的等幾般情緒轉折，最後在歡樂至極、轟鳴般的結尾中畫下句點。
歌詞
席勒原詩《歡樂頌》中沒有的文字，即貝多芬自己添加者，以斜体標註。

| 德文原文 | 鄧映易所譯之通行譯文 | 直譯譯文 |
| --- | --- | --- |
| -{O Freunde, nicht diese Töne! Sondern laßt uns angenehmere anstimmen, und freudenvollere. Freude! Freude!}- | 啊！朋友，何必老调重弹！ 还是让我们的歌声 汇合成欢乐的合唱吧！ 歡樂！歡樂！                                                                                | 啊！朋友，不要這些調子！ 还是让我们提高我們的歌声 使之成為愉快而欢乐的合唱！ 歡樂！歡樂！                                                                                 |
| -{Freude, schöner Götterfunken Tochter aus Elysium, Wir betreten feuertrunken, Himmlische, dein Heiligtum! Deine Zauber binden wieder Was die Mode streng geteilt; Alle Menschen werden Brüder, Wo dein sanfter Flügel weilt.}-                                         | 欢乐女神圣洁美丽 灿烂光芒照大地！ 我们心中充满热情 来到你的圣殿裡！ 你的力量能使人们 消除一切分歧， 在你光辉照耀下面 四海之内皆成兄弟。                    | 欢乐，天國的火花， 極樂世界的仙姬； 我们如醉如狂， 走进你的圣地。 习俗使人各奔东西， 凭你的魔力手相携， 在你温存的羽翼下， 四海之内皆兄弟。                               |
| -{Wem der große Wurf gelungen, Eines Freundes Freund zu sein; Wer ein holdes Weib errungen, Mische seinen Jubel ein! Ja, wer auch nur eine Seele Sein nennt auf dem Erdenrund! Und wer's nie gekonnt, der stehle Weinend sich aus diesem Bund!}-                        | 谁能作个忠实朋友， 献出高贵友谊， 谁能得到幸福爱情， 就和大家来欢聚。 真心诚意相亲相爱 才能找到知己！ 假如没有这种心意 只好让他去哭泣。                    | 谁算得上非常幸运， 有个朋友心连心， 谁有一个温柔的妻子， 请来同聚同欢庆！ 真的，只要世上还有 一个可以称知己， 否则离开这个同盟， 让他偷偷去哭泣。                         |
| -{Freude trinken alle Wesen An den Brüsten der Natur; Alle Guten, alle Bösen Folgen ihrer Rosenspur. Küße gab sie uns und Reben, Einen Freund, geprüft im Tod; Wollust ward dem Wurm gegeben, Und der Cherub steht vor Gott.}-                                          | 在这美丽大地上 普世众生共欢乐； 一切人们不论善恶 都蒙自然赐恩泽。 它给我们爱情美酒， 同生共死好朋友； 它让众生共享欢乐 天使也高声同唱歌。                  | 一切众生吸吮欢乐， 在自然的怀抱裡， 她那玫瑰色的足迹， 善人恶人同追觅， 甜吻，美酒，生死之交， 都是欢乐所赐予， 蟲豸也和神前的天使， 一同享受着生命。                     |
| -{Froh, wie seine Sonnen fliegen Durch des Himmels prächt'gen Plan, Laufet, Brüder, eure Bahn, Freudig, wie ein Held zum Siegen.}- | 欢乐，好像太阳运行 在那壮丽的天空。 朋友，勇敢的前进， 欢乐，好像英雄上战场。                                                                              | 歡喜，好像太阳飞行 在天上壮丽的原野裡， 兄弟们，赶你们的道路， 快乐地，像英雄走向胜利。                                                                                   |
| -{Seid umschlungen, Millionen! Diesen Kuß der ganzen Welt! Brüder, über'm Sternenzelt Muss ein lieber Vater wohnen. Ihr stürzt nieder, Millionen? Ahnest du den Schöpfer, Welt? Such' ihn über'm Sternenzelt! Über Sternen muss er wohnen.}-                            | 亿万人民团结起来！ 大家相亲又相爱！ 朋友们，在那天空上， 仁爱的上帝看顾我们。 亿万人民虔诚礼拜， 拜慈爱的上帝。 啊，越过星空寻找他， 上帝就在那天空上。    | 拥抱吧，万民！ 這一吻送給全世界！ 兄弟们，星空的高处， 定住着慈爱的天父。 万民，可曾跪倒？ 可曾认识造物主？ 越過星空寻找吧， 他定在星际的尽头！                           |
| 反覆： -{Seid umschlungen, Millionen! Diesen Kuß der ganzen Welt! Brüder, über'm Sternenzelt Muss ein lieber Vater wohnen. Seid umschlungen, Diesen Kuß der ganzen Welt! Freude, schöner Götterfunken Tochter aus Elysium, Freude, schöner Götterfunken Götterfunken!}- | 反覆： 亿万人民团结起来！ 大家相亲又相爱！ 朋友们，在那天空上， 仁爱的上帝看顾我们。 亿万人民团结起来！ 大家相亲又相爱！ 欢乐女神圣洁美丽 灿烂光芒照大地！ | 反覆： 拥抱吧，万民！ 這一吻送給全世界！ 兄弟们，星空的高处， 定住着慈爱的天父。 拥抱吧，万民！ 這一吻送給全世界！ 欢乐，天國的火花， 極樂世界的仙姬。 歡樂，天國的火花！ |

## 當代詮釋

### 速度和配器的修改
貝多芬對其交響曲都做了速度標示。但現代的指揮家常常不遵循這些標示，在慢樂章演奏得更慢些，在末樂章軍樂部分又更快些，並做了一些其它修改，例如將第一樂章的“回原速”推遲。但一些本真主義指揮還是忠實于貝多芬的原意，褒貶不一。
後人對配器也有修改，來降低演奏難度，或音響更爲流暢。如對圓號與小號的一些處理，避免了過大的跳躍；對長笛和小提琴的處理，取消了彆扭的行進。
古斯塔夫·馬勒對該作品進行的配器修改相對著名。他使一些管樂部分增加了一倍，以和現代的大規模弦樂隊相協調。他認爲貝多芬如果在現代，亦會做此處理。

### 著名演出
- 1942年4月19日，威廉·富特文格勒指揮柏林愛樂樂團於為慶祝希特勒53歲生日而作的演出，被後人稱爲“黑色貝九”。
- 1951年7月29日，在二戰後拜羅伊特音樂節之重開音樂會上，仍由富特文格勒指揮該交響曲。
- 托斯卡尼尼于1952年錄音的演出被NBC新聞的多個節目使用。
- 伦纳德·伯恩斯坦于1989年聖誕節為紀念柏林墻的倒塌所作的演出有獨特的政治意義。他用“自由”代替了原作中的“歡樂”。演奏者雲集了德國、蘇聯、美國、英國、法國的多個樂團和獨唱者。[9][10]
- 小澤征爾于1998年冬奧會開幕式上指揮了全部的第4樂章，樂手來自五大洲。
- 卡爾·伯姆指揮維也納愛樂樂團于1981年所作的錄音長達79分鐘，是最長的演出之一。
- 2022年冬季奧林匹克運動會閉幕式中运动员入场的背景音乐为第四樂章，即《欢乐颂》。[11]

## 影響
貝多芬之後的許多浪漫樂派作曲家都受該作品影響。
- 1831年復活節，華格納將該作品改編為鋼琴獨奏。由於鋼琴無法演奏所有的聲部，所以華格納的取捨也有其自己的特色。之後，華格納在巴黎聽聞弗朗索瓦·阿貝涅克（英语：François Habeneck）指揮的演出，這場成功的演出籌備了整整一年，對在場的華格納產生了極大的影響[12]:9。
- 勃拉姆斯的第1號交響曲末樂章主題與“歡樂頌”主題很相似。據説勃拉姆斯對此的回應是“笨蛋都看得出來”，因而可能是有意為之。又，勃拉姆斯的這部作品被譽爲“貝多芬第10號交響曲”。[13]
- 布魯克納的第3號交響曲中，也運用了半音構成的四度，與該作品首樂章尾聲基本相同。
- 馬勒的第1號交響曲首樂章的開頭處，可能是在模仿該作品開頭的織體和氛圍。
- 德弗札克的第9號交響曲“自新大陸”第3樂章，對該作品諧謔曲致敬，尤其是下降的四度和鮮明的定音鼓音響。[14]

在其它領域該作品亦有相當大的影響：
- 該作品對CD的發展也起了很大作用。當初飛利浦與索尼公司都計劃用播放時間60分鐘的較小光盤，但最終使用了直徑12釐米，因爲時任索尼副社長大賀典雄主張這能裝下當時第9號交響曲最長的錄音，富特文格勒1951年指揮的74分鐘版。[15] 然而也有説法稱事實並不是這麽浪漫，容量的巧合只是牽強附會的理由。[16][17]
- 在小說和電影《發條橙》中，該作品都處於重要地位，是主人公最喜愛的音樂作品之一。
- 冷戰期間德國分裂時，1956年至1964年間，歡樂頌曾作為其奧運會聯合隊的隊歌。[18]
- 1972年，歡樂頌的音樂（無歌詞）被採用為當時的歐洲共同體（現歐盟）之歌，1985年則成爲歐盟盟歌[19]。
- 科索沃獨立后，曾考虑將歡樂頌作爲其國歌。
- 歡樂頌也曾被改編為羅得西亞在1974至1979年的國歌：《扬起罗德西亚的声音》。
- 中国基督教协会出版的《赞美诗新编》第18首《快乐崇拜歌》也以此曲为歌谱。
- 關正傑《英雄出少年》專輯中，《愛的音訊》也改編自此曲。
- 2006年的電影《貝多芬未緣曲》述寫貝多芬創作本曲的歷程。
- 2018年，科學家大卫·古道尔前往瑞士的一家诊所接受安乐死。據悉他是听着贝多芬的《欢乐颂》逝世的[20][21][22]。
- 2022年，香港文化中心由梵志登指揮此曲，以作港樂樂季揭幕音樂會

## 軼事
- 汉斯·冯·彪罗晚年指揮這首曲子演出時，經常略去第4樂章不奏，理由是他無法從中理出曲式規則，遂認為這個樂章是「音樂形式的敗壞」[12]:13。

## 外部連結
- 貝多芬第9號交響曲：国际乐谱典藏计划上的乐谱
- 貝多芬第九號交響曲-合唱